# USS Ault (DD-698)
USS Ault (DD-698) là một tàu khu trục lớp Allen M. Sumner được Hải quân Hoa Kỳ chế tạo trong Chiến tranh Thế giới thứ hai. Nó là chiếc tàu chiến duy nhất của Hải quân Mỹ được đặt theo tên Trung tá Hải quân William B. Ault (1898-1942), chỉ huy không lực trên tàu sân bay Lexington, mất tích trong chiến đấu trong Trận chiến biển Coral và được truy tặng Huân chương Chữ thập Hải quân. Nó đã hoạt động cho đến hết Thế Chiến II, và tiếp tục phục vụ sau đó trong Chiến tranh Việt Nam cho đến khi xuất biên chế và rút đăng bạ năm 1973. Con tàu bị bán để tháo dỡ một năm sau đó. Nó được tặng thưởng năm Ngôi sao Chiến trận do thành tích phục vụ trong Thế Chiến II, và thêm hai Ngôi sao Chiến trận khác trong Chiến tranh Việt Nam.

## Thiết kế và chế tạo
Ault được đặt lườn tại xưởng tàu của hãng Federal Shipbuilding and Drydock Company ở Kearny, New Jersey vào ngày 15 tháng 11 năm 1943. Nó được hạ thủy vào ngày 26 tháng 3 năm 1944; được đỡ đầu bởi bà Margaret Ault, vợ góa Trung tá Ault, và nhập biên chế vào ngày 31 tháng 5 năm 1944 dưới quyền chỉ huy của Trung tá Hải quân Joseph C. Wylie.

## Lịch sử hoạt động

### 1944
Sau khi hoàn tất việc trang bị, Ault khởi hành từ New York vào ngày 10 tháng 7 năm 1944 để chạy thử máy huấn luyện tại vùng biển Caribe. Nó quay trở lại New York để đại tu sau thử máy và hoàn tất những công việc chuẩn bị cho một hành trình dài để đi sang Mặt trận Thái Bình Dương. Trong thành phần hộ tống cho tàu tuần dương hạng nhẹ Wilkes-Barre (CL-103), nó lên đường vào ngày 6 tháng 9 để đi Trinidad, tách khỏi nhiệm vụ hộ tống sau khi đến nơi, băng qua kênh đào Panama và di chuyển độc lập ngang qua San Diego, California để hướng đến Trân Châu Cảng, đến nơi vào ngày 29 tháng 9.
Sau ba tháng tích cực huấn luyện tại vùng biển Hawaii, Ault lên đường vào ngày 18 tháng 12, hướng sang phía Tây để gia nhập lực lượng đặc nhiệm tàu sân bay nhanh dưới quyền Phó đô đốc John S. McCain, Sr.. Sau một chặng dừng để tiếp nhiên liệu tại Eniwetok vào ngày Giáng Sinh, nó tiến vào vũng biển Ulithi vào ngày28 tháng 12, nơi nó cùng các tàu khác cùng Hải đội Khu trục 62 trình diện để phục vụ cùng Đội đặc nhiệm 38.2 dưới quyền Chuẩn đô đốc Gerald F. Bogan.

### 1945
Khi Ault đi đến vùng chiến sự, đảo Leyte đã lọt vào tay lực lượng Hoa Kỳ, nhưng phần lớn Philippines vẫn còn do phía Nhật Bản kiểm soát; vì vậy các đội đặc nhiệm tàu sân bay được huy động để tấn công các mục tiêu tại Đài Loan và Luzon. Chiếc tàu khu trục lên đường vào ngày 30 tháng 12, 1944 cùng Đội đặc nhiệm 38.2, bảo vệ lực lượng này khi chúng không kích xuống Đài Loan vào ngày 9 tháng 1, 1945. Sau đó được cho tách ra để cùng các tàu khu trục Waldron (DD-699), Charles S. Sperry (DD-697) và John W. Weeks (DD-701) dẫn trước Lực lượng Đặc nhiệm 38 càn quét eo biển Bashi và tiến vào Biển Đông. Thời tiết xấu đã khiến giảm bớt hiệu quả của các cuộc không kích xuống vịnh Cam Ranh, Hong Kong, Hải Nam, Sán Đầu và khu vực eo biển Đài Loan; và khi quay trở lại Thái Bình Dương qua ngã eo biển Balintang trong đêm 20 tháng 1, lực lượng đặc nhiệm tung ra những đợt không kích cuối cùng xuống Đài Loan và Okinawa trước khi rút lui về Ulithi vào ngày 25 tháng 1.
Ngay trước khi diễn ra cuộc tấn công lên Iwo Jima, Lực lượng Đặc nhiệm 38 được tổ chức lại thành Lực lượng Đặc nhiệm 58 do Phó đô đốc Marc Mitscher là tư lệnh. Ault được phân về Đội đặc nhiệm 58.3 của tàu sân bay Essex (CV-9) dưới quyền Chuẩn đô đốc Forrest Sherman. Lực lượng đã tung ra đòn tấn công không kích nghi binh và chuẩn bị xuống Đài Loan, Luzon và ngay tại chính quốc Nhật Bản trong các ngày 16 và 17 tháng 2 trước khi quay xuống mục tiêu thực sự là Iwo Jima. Các tàu sân bay đã hỗ trợ trên không cho cuộc đổ bộ tại đây vào ngày 19 tháng 2, rồi đi lên phía Bắc tiếp tục không kích khu vực Tokyo vào ngày 25 tháng 2, và xuống Okinawa vào ngày 1 tháng 3 trước khi rút lui về Ulithi vào ngày 4 tháng 3.
Ault cùng Đội đặc nhiệm 58.3 lại lên đường vào ngày 14 tháng 3 cho hoạt động vô hiệu hóa Không lực Nhật Bản tại chính quốc nhằm chuẩn bị cho cuộc đổ bộ tiếp theo lên Okinawa. Đối phương chống trả lại các đợt không kích xuống Kyūshū và Honshū bằng những cuộc tấn công tự sát nhắm vào các tàu sân bay của lực lượng đặc nhiệm; nên vào ngày 20 tháng 3, Ault bắn rơi hai máy bay đối phương đầu tiên. Trong các ngày 23 và 24 tháng 3, đội đặc nhiệm tiến hành không kích chuẩn bị xuống Okinawa; và vào ngày 27 tháng 3, chiếc tàu khu trục tham gia cùng Hải đội Khu trục 62 và bốn tàu tuần dương trong việc bắn phá Minami Daitō Jima.
Trong hai tháng tiếp theo, Ault trải qua những lượt báo động trực chiến căng thẳng kéo dài cả ngày lẫn đêm. Các đợt tấn công cảm tử Kamikaze vào các ngày 6 và 7 tháng 4 đã gây hư hại cho tàu khu trục Haynsworth (DD-700) và tàu sân bay Hancock (CV-19). Đến ngày 11 tháng 4, một máy bay tự sát sau khi trượt khỏi Essex đã hướng đến Ault, nhưng nó bị hỏa lực phòng không bắn rơi ở phía đuôi bên mạn phải con tàu; tàu khu trục Kidd (DD-661) bị hư hại nặng vào ngày hôm đó. Ault lại bắn phá Minami Daitō Jima một lần nữa vào ngày 10 tháng 5, rồi tham gia cùng đội đặc nhiệm để chống trả các đợt không kích tự sát liên tiếp của đối phương. Đang khi hộ tống cho Bunker Hill (CV-17) vào sáng ngày 11 tháng 5, Ault bắn rơi một chiếc Kamikaze, nhưng hai chiếc khác lại đâm trúng chiếc tàu sân bay. Sau khi cứu vớt 29 người từ con tàu bị hư hại, nó hộ tống cho Bunker Hill rút lui về cùng một đội tiếp liệu, trước khi quay trở lại chiến trường vào ngày 13 tháng 5. Trong hai ngày tiếp theo, nó bắn rơi thêm ba máy bay đối phương; và đến ngày 1 tháng 6, chiếc tàu khu trục đi đến vịnh San Pedro, Leyte để nghỉ ngơi, tiếp liệu và bảo trì sau 80 ngày liên tục ngoài biển.
Lực lượng Đặc nhiệm 58 lại được đổi tên thành Lực lượng Đặc nhiệm 38 khi trực thuộc Đệ Tam hạm đội vào ngày 1 tháng 7, và Ault lên đường cho những cuộc không kích cuối cùng xuống các đảo chính quốc Nhật Bản. Vào các ngày 18 và 19 tháng 7, nó tham gia cùng các tàu chiến thuộc Đội tuần dương 18 và các tàu khu trục khác để càn quét truy lùng tàu bè Nhật Bản trong vịnh Sagami và bắn phá các mục tiêu tại Nojima Saki. Sang ngày hôm sau, nó gia nhập trở lại đội đặc nhiệm và tiếp tục hộ tống các tàu sân bay cho đến khi Nhật Bản chấp nhận đầu hàng vào ngày 15 tháng 8.
Ault tiếp tục tuần tra dọc theo bờ biển Nhật Bản cho đến ngày 2 tháng 9, khi nó tiến vào vịnh Tokyo và thả neo gần Missouri (BB-63) khi lễ ký kết hiệp ước đầu hàng chính thức diễn ra trên sàn sau chiếc thiết giáp hạm. Chiếc tàu khu trục tiếp tục nhiệm vụ tuần tra cùng đội đặc nhiệm ngoài khơi Tokyo và vùng phụ cận cho đến ngày 30 tháng 10, khi nó đi đến Sasebo để hộ tống các tàu sân bay. Nó rời Nhật Bản vào ngày 31 tháng 12 để quay trở về Hoa Kỳ, về đến San Francisco vào ngày 20 tháng 1, 1946. Sau khi nghỉ ngơi trong ít lâu, nó lại lên đường băng qua kênh đào Panama để đi sang vùng bờ Đông, đi đốn Boston, Massachusetts, và đến ngày 26 tháng 4 đã đi vào Xưởng hải quân Boston cho một đợt đại tu đang rất cần thiết.

### 1947 – 1950
Công việc sửa chữa hoàn tất vào ngày 15 tháng 3, 1947, và Ault chuyển đến cảng nhà mới tại Charleston, South Carolina. Nó tiến hành những hoạt động tại chỗ và huấn luyện cho đến ngày 12 tháng 7, khi nó lên đường đi New Orleans, Louisiana để hoạt động như tàu huấn luyện cho Hải quân Dự bị trong hai năm tiếp theo. Trong các chuyến đi huấn luyện trong vịnh Mexico và vùng biển Caribe, nó đã ghé thăm các cảng như vịnh Guantánamo, Cuba; Kingston, Jamaica; Coco Solo, Panama; Port-au-Prince, Haiti; Veracruz, Mexico và Puerto Cabezas, Nicaragua. Trong giai đoạn này nó cũng phục vụ canh phòng máy bay cho các tàu sân bay hoạt động tại khu vực Pensacola, Florida, đồng thời cũng được đại tu tại Xưởng hải quân Charleston từ ngày 24 tháng 2 đến ngày 11 tháng 5, 1948.
Sau một tháng tiến hành huấn luyện tại căn cứ vịnh Guantánamo, Ault đi đến Norfolk vào ngày 21 tháng 8, 1949 để chuẩn bị cho một chuyến đi sang Địa Trung Hải. Con tàu đã vượt Đại Tây Dương từ ngày 6 đến ngày 16 tháng 9, và gia nhập cùng Đệ Lục hạm đội để thực tập chiến thuật và cơ động, bao gồm một cuộc tấn công mô phỏng lên đảo Cyprus. Trong lượt hoạt động này nó đã ghé thăm các cảng Golfo Aranci, Sardinia; Cannes, Pháp; Argostoli và Piraeus, Hy Lạp; và Famagusta, Cyprus. Ault rời Gibraltar vào ngày 16 tháng 11 để hướng sang quần đảo Anh, đi đến Plymouth vào ngày 19 tháng 11. Nó còn ghé qua Antwerp, Bỉ; Rouen, Pháp; Isle of Portland, Anh; và Leith, Scotland trước khi rời vùng biển Châu Âu để quay trở về Hoa Kỳ. Nó về đến Norfolk vào ngày 26 tháng 1, 1950, và chuẩn bị để đưa về thành phần dự bị. Nó được chuyển đến Xưởng hải quân Charleston và xuất biên chế vào ngày 31 tháng 5, 1950.

### 1950 – 1953
Tuy nhiên thời gian nghỉ ngơi của chiếc tàu khu trục không kéo dài, vì sự kiện Chiến tranh Triều Tiên bùng nổ cũng khiến Hải quân Hoa Kỳ thiếu hụt số lượng tàu khu trục còn khả năng hoạt động. Ault được cho nhập biên chế trở lại tại Charleston vào ngày 15 tháng 11, 1950 dưới quyền chỉ huy của hạm trưởng, Trung tá Hải quân Harry Marvin-Smith. Nó đi đến cảng nhà mới Norfolk trong dịp lễ Giáng Sinh, rồi tiến hành huấn luyện ôn tập tại khu vực vịnh Guantánamo vào tháng 3, 1951. Sau khi được sửa chữa sau chạy thử máy tại Charleston, nó quay trở về cảng nhà và cùng các tàu chị em thuộc cùng Hải đội Khu trục 22 lên đường cho đợt thực hành chống tàu ngầm tại vùng biển Cuba. Nó quay trở về Norfolk vào ngày 13 tháng 8 để bảo trì.
Ault khởi hành đi Địa Trung Hải vào ngày 3 tháng 9 cho một lượt hoạt động khác cùng Đệ Lục hạm đội, ghé thăm các cảng tại Sicily, Ý, Pháp, Hy Lạp và Bồ Đào Nha. Vào ngày 30 tháng 1, 1952, nó cùng Đội khu trục 222 rời Gibraltar để quay trở về nhà, đi ngang qua Bermuda và về đến Norfolk vào ngày 10 tháng 2. Nó trải qua những tháng đầu năm 1952 thực hành huấn luyện tại khu vực Virginia Capes, vùng biển Caribe, cũng như được bảo trì tại Charleston. Đến ngày 4 tháng 6, nó đón lên tàu học viên sĩ quan cho một chuyến đi huấn luyện vốn đã đưa các sĩ quan hải quân tương lai đến Torbay, Anh; Le Havre, Pháp; và vịnh Guantánamo. Sau khi quay trở về Norfolk vào ngày 4 tháng 8, nó tiến hành các hoạt động huấn luyện.
Vào tháng 2, 1953, Ault tham gia các đợt thực hành tại vùng biển Caribe gần St. Thomas và St. Croix, quần đảo Virgin. Vào ngày 11 tháng 3, nó được đại tu tại Xưởng hải quân Charleston, và sau khi hoàn tất đã quay trở về cảng nhà và tiếp tục đi sang vịnh Guantánamo để huấn luyện ôn tập, đến nơi vào ngày 31 tháng 7. Sau hai tháng huấn luyện và một tháng được tiếp liệu và chuẩn bị, nó cùng Đội khu trục 222 khởi hành từ Norfolk vào ngày 2 tháng 11 cho một chuyến đi vòng quanh thế giới. Sau khi băng qua kênh đào Panama cùng những chặng dừng tại San Diego, Trân Châu Cảng và Midway, nó đi đến Yokosuka, Nhật Bản vào ngày 6 tháng 12, và trình diện để phục vụ cùng Đệ Thất hạm đội.
Vào ngày 20 tháng 12, 1953, đang khi thực hành chống tàu ngầm trong biển Nhật Bản, Ault mắc tai nạn va chạm với tàu chị em Haynsworth (DD-700). Phần mũi tàu của Ault bị xé rách một mảng ở khoang số 8, và con tàu phải được kéo về Yokosuka, nơi nó được chiếc tàu cứu hộ trục vớt Grapple (ARS-7) sửa chữa.

### 1954 - 1966
Vào ngày 14 tháng 3, 1954, Ault nó lên đường trở lại để huấn luyện, và sau đó là chuyến đi về phía Tây băng qua Ấn Độ Dương, Địa Trung Hải, rồi vượt Đại Tây Dương và về đến Norfolk vào ngày 4 tháng 6. Nó đã hoạt động cùng nhiều tàu chiến khác nhau trên đường đi; và đã viếng thăm các cảng Hong Kong; Singapore; Colombo, Ceylon; Port Said, Ai Cập; Athens, Hy Lạp; Naples, Ý; Villefranche-sur-Mer, Pháp; Barcelona, Tây Ban Nha; và Gibraltar.
Trong thời gian còn lại của năm 1954, Ault hoạt động dọc theo vùng bờ Đông; sang đầu năm 1955, nó hoạt động tại chỗ và thực tập huấn luyện tại vùng biển Caribe, bao gồm phục vụ canh phòng máy bay cho tàu sân bay Lake Champlain (CV-39) ngoài khơi Jacksonville, Florida. Nó đi đến Xưởng hải quân Norfolk vào ngày 1 tháng 7 cho một đợt đại tu kéo dài ba tháng, tiếp nối bằng một đợt huấn luyện ôn tập kéo dài một tháng tại khu vực vịnh Guantánamo. Con tàu quay trở về cảng nhà vào ngày 26 tháng 11, tiếp nối các hoạt động tại chỗ và huấn luyện dọc theo vùng bờ Đông.
Vào ngày 1 tháng 5, 1956, Ault lên đường đi sang Châu Âu để tham gia lễ hội Tuần lễ Kiel tại Kiel, Đức; rồi chuyển sang Địa Trung Hải để tập trận cùng Đệ Lục hạm đội. Con tàu trải qua một tháng rưỡi tiếp theo hoạt động tại Hồng Hải và vịnh Ba Tư trước khi quay trở về Norfolk vào ngày 17 tháng 9. Đến ngày 28 tháng 1, 1957, nó cùng Hải đội Khu trục 22 lên đường cho một lượt hoạt động tại nước ngoài kéo dài năm tháng, tập trận cùng các đơn vị thuộc Đệ Lục hạm đội tại Địa Trung Hải và viếng thăm các cảng Ý, Hy Lạp, Thổ Nhĩ Kỳ, Lebanon và Sicily trước khi quay trở về vào tháng 6.
Sau ba tháng hoạt động tại chỗ dọc theo vùng bờ Đông, Ault khởi hành cùng tàu sân bay Essex (CV-9) vào ngày 3 tháng 9 để tham gia cùng các tàu khu trục khác tại vùng biển Bắc Đại Tây Dương và Bắc Cực, tham gia cuộc tập trận Chiến dịch Strikeback. Sau khi hoàn tất, nó viếng thăm cảng Cherbourg, Pháp vào ngày 30 tháng 9 cho một đợt nghỉ phép ngắn trước khi quay trở về nhà, về đến Norfolk vào ngày 21 tháng 10. Đến ngày 19 tháng 11, nó đi vào Xưởng hải quân Norfolk cho một đợt đại tu, tiếp nối bằng hoạt động huấn luyện ôn tập và bảo trì. Chiếc tàu khu trục lên đường vào ngày 17 tháng 6, 1958 để tham gia thực hành tìm-diệt tàu ngầm cùng tàu sân bay Leyte (CV-32) tại Đại Tây Dương, rồi đến ngày 2 tháng 9 lại lên đường cùng Đội khu trục 222 đi sang Địa Trung Hải cho một lượt hoạt động kéo dài sáu tháng cùng Đệ Lục hạm đội. Nó quay trở về Norfolk vào tháng 3, 1959.
Đến tháng 6, Ault gia nhập Lực lượng Đặc nhiệm 47 để tham gia Chiến dịch Inland Seas, đi dọc theo sông Saint Lawrence tham dự lễ khánh thành tuyến đường thủy St. Lawrence nối liền Đại Tây Dương với Ngũ Đại Hồ, nghi lễ do Tổng thống Dwight D. Eisenhower và Nữ hoàng Elizabeth II của Anh đồng chủ trì. Cuối năm đó, nó tham gia hoạt động của Trường Sonar Hạm đội tại Key West, Florida, và tham gia các cuộc tập trận dọc bờ biển Đại Tây Dương. Sang đầu năm 1960, chiếc tàu khu trục lại được phái sang Địa Trung Hải, và cùng với tàu chị em John W. Weeks (DD-701) băng qua eo biển Bosporus, trở thành những tàu chiến Hoa Kỳ đầu tiên tiến vào Hắc Hải kể từ năm 1945.
Ault quay trở về Norfolk vào tháng 9, và sau đó được đại tu trong xưởng tàu từ tháng 12, 1960 đến tháng 3, 1961. Nó thực hiện chuyến đi huấn luyện ôn tập tại khu vực vịnh Guantánamo trước khi quay lại các hoạt động thường lệ dọc theo vùng bờ Đông. Con tàu đi sang khu vực Địa Trung Hải để tham gia các cuộc tập trận Checkmate I, Checkmate II và Greenstone của Khối NATO vào tháng 8, rồi cùng các tàu chiến Hải quân Hoàng gia Anh tham gia cuộc tập trận Royal Flush V trước khi quay trở về Hoa Kỳ.
Vào tháng 6, 1962, Ault đi đến Xưởng hải quân Boston để được nâng cấp trong khuôn khổ Chương trình Hồi sinh và Hiện đại hóa Hạm đội (FRAM: Fleet Rehabilitation and Modernization), nhằm kéo dài vòng đời hoạt động thêm tám năm đồng thời đáp ứng được những thử thách của thế hệ tàu ngầm mới nhanh và mạnh hơn. Những vũ khí phòng không 40-mm và 20-mm được tháo dỡ, và sàn sau được cải biến thành một sàn đáp cho phép vận hành máy bay trực thăng không người lái Aerodyne QH-50 DASH, giúp gia tăng tầm hoạt động chống tàu ngầm của con tàu.
Hoàn tất việc đại tu vào tháng 2, 1963, Ault dành trọn thời gian còn lại của năm đó vào việc huấn luyện nâng cao kỹ năng thủy thủ đoàn và trình độ sẵn sàng chiến đấu qua nhiều chuyến đi huấn luyện và tập trận. Sau một chuyến đi thực tập cho học viên sĩ quan vào mùa Hè, nó đi đến Norfolk để nhận máy bay trực thăng không người lái DASH nhằm tiếp tục huấn luyện, và nó là chiếc tàu khu trục đầu tiên đưa máy bay DASH sang Châu Âu, khi cùng Đội khu trục 142 khởi hành đi sang Địa Trung Hải vào tháng 2, 1964. Sau khi tham gia cuộc tập trận cùng Khối NATO và viếng thăm các cảng tại Địa Trung Hải, nó lên đường quay trở về Hoa Kỳ, nhưng chuyển đến một cảng nhà mới tại Mayport, Florida, trải qua thời gian còn lại của năm hoạt động tại khu vực Key West. Vào tháng 1, 1965, nó tham gia Chiến dịch Springboard, cuộc tập trận tại vùng biển Caribe, bao gồm nhiều đợt thực tập tác xạ và thực hành bắn phá bờ biển tại khu vực đảo Culebra. Con tàu cũng tham gia các đợt thực tập tìm-diệt chống tàu ngầm trong tháng 3, và đã canh phòng tại Đại Tây Dương trong khuôn khổ hoạt động thu hồi tàu không gian Gemini 3.
Vào ngày 17 tháng 3, Ault lại lên đường cho hành trình quen thuộc đi sang Địa Trung Hải, và trong chuyến đi thực hành kéo dài ba tháng này, nó đã viếng thăm các cảng Marseille, Golfe-Juan, Livorno, Naples và Palma trước khi quay trở về Norfolk. Trong bốn tháng còn lại của năm 1965, nó hoạt động huấn luyện tại chỗ, thực hành bắn hỏa lực hỗ trợ, và di chuyển để tránh một cơn bão. Vào tháng 1 và tháng 2, 1966, nó tham gia cuộc tập trận Springboard, thực tập chống tàu ngầm và bắn phá bờ biển cùng nhiều đợt thực hành tác xạ. Con tàu quay trở về Mayport một thời gian ngắn trước khi làm nhiệm vụ canh phòng máy bay cho tàu sân bay Intrepid (CVA-11). Sau khi quay trở về cảng nhà, nó đi đến Xưởng hải quân Charleston để đại tu; công việc kéo dài từ ngày 12 tháng 4 đến ngày 14 tháng 9.

### Chiến tranh Việt Nam

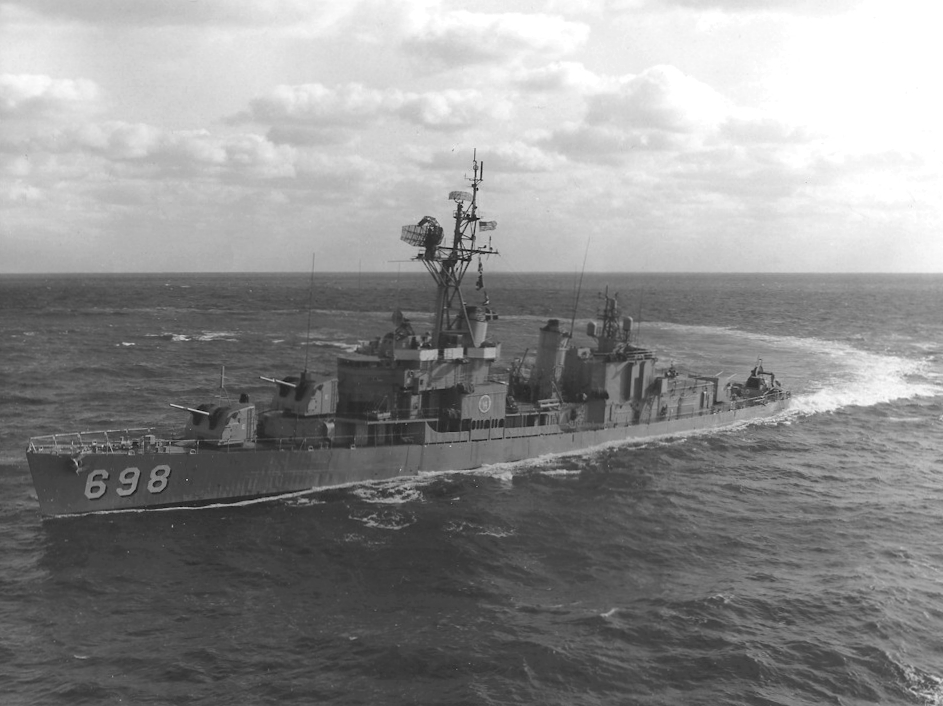
Ault vào tháng 1, 1965, trước khi được bố trí sang Việt Nam.

Ault hoàn tất việc sửa chữa và quay trở lại Mayport vào ngày 7 tháng 10, 1966, nó trải qua thời gian còn lại của năm huấn luyện tại khu vực vịnh Guantánamo nhằm chuẩn bị cho lượt hoạt động lâu dài tại Việt Nam. Nó cùng Đội khu trục 161 khởi hành từ Mayport vào ngày 7 tháng 2, 1967, băng qua kênh đào Panama vào ngày 12 tháng 2, và có những chặng dừng tại Trân Châu Cảng, Midway và Yokosuka trước khi gia nhập Đệ Thất hạm đội vào ngày 11 tháng 3. Sau một giai đoạn ngắn thực tập chống tàu ngầm phối hợp cùng tàu ngầm Spinax (SS-489) gần Căn cứ Hải quân vịnh Subic, Philippines, nó di chuyển cùng tàu sân bay Ticonderoga (CVA-14) đến vị trí hoạt động trong vịnh Bắc Bộ, và đảm trách vai trò canh phòng máy bay. Đến ngày 16 tháng 4, chiếc tàu khu trục được điều động sang Đơn vị Đặc nhiệm 77.1.1 để tham gia Chiến dịch Sea Dragon, một hoạt động tuần tra và can thiệp nhằm ngăn chặn việc vận chuyển vũ khí bằng đường biển từ Bắc Việt Nam vào Nam Việt Nam và bắn phá các vị trí phòng thủ ven biển của đối phương. Nó đã tham gia cùng Collett (DD-730), Boston (CAG-1) và tàu khu trục Australia HMAS Hobart (D 39) trong các chiến dịch càn quét suốt từ Cai Lậy cho đến Thanh Hóa.
Được thay phiên vào ngày 30 tháng 4, Ault đi đến vịnh Subic để được bảo trì, rồi đến ngày 7 tháng 5 lại khởi hành đi sang khu vực tác chiến của Quân đoàn III và Quân đoàn IV tại Nam Việt Nam, hỗ trợ hỏa lực cho những hoạt động trên bộ. Trong ba tuần lễ tiếp theo, nó đã đáp ứng các yêu cầu bắn phá bờ biển vào ban ngày, và bắn hỏa lực can thiệp, quấy phá và chiếu sáng vào ban đêm. Do là tàu khu trục duy nhất có mặt tại cả hai khu vực, phạm vi hoạt động của con tàu trải rộng từ khu vực đồng bằng sông Cửu Long cho đến Vũng Tàu và Hàm Tân.
Từ ngày 28 tháng 5 đến ngày 2 tháng 6, Ault hỗ trợ hỏa lực hải pháo tại khu vực trách nhiệm của Quân đoàn I, rồi lên đường đi sang Cao Hùng, Đài Loan để được bảo trì bên cạnh chiếc tàu sửa chữa Delta (AR-9), và tiếp nối bởi một tuần lễ nghỉ ngơi tại Sasebo, Nhật Bản. Con tàu quay trở lại khu vực tác chiến của Quân đoàn I ở phía Nam Việt Nam vào ngày 19 tháng 6, và trong vòng ba tuần lễ tiếp theo đã tiêu phí trên 6.000 quả đạn pháo 5-inch xuống các mục tiêu đối phương tại khu vực Quảng Ngãi và Chu Lai. Sau chuyến viếng thăm cảng Hong Kong kéo dài sáu ngày và năm ngày bảo trì tại vịnh Subic, con tàu lại tham gia Chiến dịch Sea Dragon, chịu đựng hỏa lực pháo bờ biển ác liệt của đối phương ở phía Bắc Đồng Hới, nhưng không chịu hư hại hay thương vong nào. Nó hoàn tất lượt phục vụ tại Việt Nam vào ngày 1 tháng 8, bắt đầu hành trình quay trở về Hoa Kỳ, ghé qua Cao Hùng, Yokosuka, Midway, Trân Châu Cảng, San Francisco và Acapulco thuộc Mexico. Nó băng qua kênh đào Panama vào ngày 7 tháng 9, và về đến Mayport vào ngày 11 tháng 9. Con tàu trải qua thời gian còn lại của năm 1967 và những tuần đầu tiên của năm 1968 để nghỉ ngơi và bảo trì.

### 1968 - 1973
Từ ngày 12 đến ngày 23 tháng 2, 1968, Ault tham gia cuộc tập trận Springboard 1968 tại khu vực San Juan, Puerto Rico. Đến ngày 4 tháng 3, nó tiếp tục tham gia Chiến dịch Rugby-Match, cuộc tập trận quy mô lớn của hạm đội mô phỏng bối cảnh những mối đe dọa từ trên không, mặt biển và dưới nước. Nó cùng với tàu khu trục Bigelow (DD-942) lên đường vào ngày 27 tháng 4 để đi sang Địa Trung Hải, và hoạt động cùng Đệ lục Hạm đội trong bốn tháng tiếp theo. Sau khi quay trở về Mayport vào ngày 27 tháng 9, con tàu được đại tu, rồi phục vụ canh phòng máy bay cho tàu sân bay Shangri-La (CV-38) trong ba tuần lễ của tháng 12.
Ault trải qua phần lớn thời gian các tháng đầu năm 1969 bên trong cảng Mayport; nó thực hiện các chuyến đi huấn luyện đến vùng biển Caribe từ tháng 5 đến tháng 7, đồng thời chuẩn bị cho chuyến biệt phái ra nước ngoài sau cùng. Nó khởi hành vào ngày 2 tháng 9 để đi sang vùng biển Bắc Đại Tây Dương, nơi nó tham gia Chiến dịch Peacekeeper, cuộc tập trận của Khối NATO. Tuy nhiên đến ngày 24 tháng 9, nó được phái sang Địa Trung Hải để thay phiên cho tàu chị em Zellars (DD-777), và tiếp tục phục vụ cùng Đệ lục Hạm đội trong ba tháng tiếp theo, bao gồm việc tham gia Chiến dịch Emery Cloth, một cuộc tập trận chống tàu ngầm phối hợp cùng Hải quân Hoàng gia Anh, khi nó là đại biểu duy nhất của Hoa Kỳ tham dự. Nó lên đường quay trở về nhà vào ngày 4 tháng 12, và đến ngày 1 tháng 1, 1970 được điều sang nhiệm vụ tàu huấn luyện cho Hải quân Dự bị Hoa Kỳ. Con tàu chuyển đến Galveston, Texas vào ngày 12 tháng 1, nơi nó thay phiên cho tàu khu trục chị em Haynsworth (DD-700) trong vai trò tàu huấn luyện dự bị.
Ault trải qua ba năm tiếp theo thực hiện những chuyến đi huấn luyện trong vịnh Mexico và vùng biển Caribe. Nó rời Galveston vào ngày 1 tháng 5, 1973 cho chuyến đi cuối cùng đến Mayport nhằm chuẩn bị ngừng hoạt động. Chiếc tàu khu trục xuất biên chế vào ngày 16 tháng 7, 1973; tên nó được cho rút khỏi danh sách Đăng bạ Hải quân vào ngày 1 tháng 9, 1973, và nó được bán cho hãng Boston Metals Company ở Baltimore, Maryland để được tháo dỡ sau đó.

## Phần thưởng
Ault được tặng thưởng năm Ngôi sao Chiến trận do thành tích phục vụ trong Thế Chiến II, và thêm hai Ngôi sao Chiến trận khác trong Chiến tranh Việt Nam.